# Jacob Ziv
Jacob Ziv, יעקב זיו (Tiberiade, 27 novembre 1931 – 25 marzo 2023), è stato un ingegnere elettronico israeliano noto nel mondo dell'informatica per aver sviluppato, assieme da Abraham Lempel, l'algoritmo di compressione dati lossless detto LZ77.
Rispettivamente nel 1954 e nel 1957 ottiene laurea e master in ingegneria elettronica presso il Technion (Israel Institute of Technology di Haifa), per poi conseguire il dottorato presso il Massachusetts Institute of Technology di Cambridge (Stati uniti) nel 1962.

## Cronistoria in sintesi
- 1955-1959 Lavora presso il ministero della difesa israeliano come ricercatore, allo scopo di sviluppare sistemi di comunicazione.
- 1961-1962 Studia presso il M.I.T., e lavora nella divisione scientifica della Melpar come ricercatore nel campo della teoria della comunicazione.
- 1962 Ritorna al dipartimento scientifico del ministero della difesa israeliano come capo della divisione comunicazione e professore associato presso la facoltà di ingegneria elettrica presso il Technion - Israel Institute of Technology.
- 1968-1970 Lavora come è stato membro dello staff tecnico dei laboratori Bell.
- 1970 Inizia a lavorare presso il Technion - Israel Institute of Technology come ricercatore, i suoi studi riguardano tra le altre cose compressione dati, teoria dell'informazione e comunicazione statistica.
- 1974-1976 Ricopre il ruolo di decano della facoltà di ingegneria elettronica.
- 1978-1982 Diventa vicepresidente del senato accademico.
- 1985-1991 Siede a capo dell'Israeli Universities Planning and Grants Committee, l'organismo preposto a fare da intermediario tra il governo di e le università in Israele e tra le sue funzioni c'è quella di preparare il bilancio da presentare al governo.
- 1987-1990 Passa tre anni sabbatici presso il dipartimento di ricerca dell'informazione dei Laboratori Bell di Murray Hill nel New Jersey, USA.
- 1995-2004 Presiede l'Academy of Sciences and Humanities.